# Björsmåla
Björsmåla är en ort, belägen utefter länsväg K 726, öster om Yasjön och väster om Björsmålagölen i Rödeby socken i Karlskrona kommun. Från 2015 avgränsar SCB här en småort.